# Comité olympique de Nouvelle-Zélande

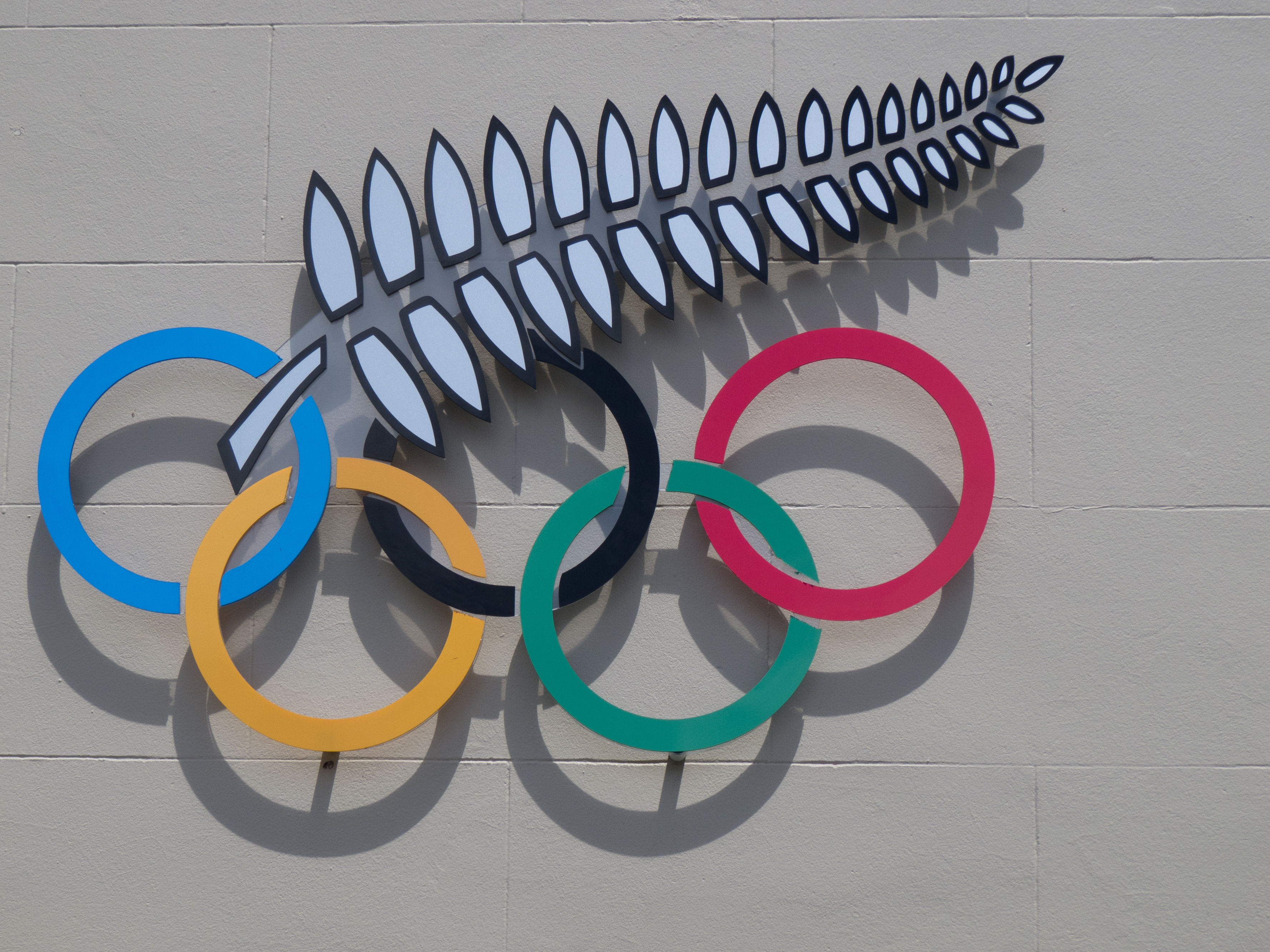
Logo du Comité, avec la fougère argentée et les anneaux olympiques.

Le Comité national olympique de Nouvelle-Zélande ou Comité national olympique néo-zélandais (anglais : New Zealand Olympic Committee), est le comité national olympique officiel de la Nouvelle-Zélande. 
De code CIO NZL, il est créé en 1911 mais il fallut attendre 1919 pour qu'il soit reconnu. 
Son président est actuellement Mike Stanley et sa secrétaire générale Kereyn Smith. Son siège est situé à Auckland.